# Trinaest bunara na Kelebiji
Trinaest bunara na Kelebiji su spomenik kulture u Vojvodini. Nalaze se na adresi Istvána Kizura 57, 73, 103, 105, 116, 117, 118, 123, 127, 129, 131, 140 i 153.
Sagrađeni su u 18. stoljeću.